# Premios Caleuche
Los Premios Caleuche son una ceremonia presentados anualmente para premiar el oficio actoral a través de las mejores interpretaciones de la temporada tanto en cine como teleseries y miniseries y/o series. Fueron creados y organizados por la Corporación de Actores de Chile, Chileactoresen conjunto con VTRa través de su Fundación Gestión Arte (Gestionarte) bajo el nombre de "Premios Caleuche, Gente que se transforma".
La ceremonia de la primera entrega se realizó el 25 de enero de 2016 en el Teatro Nescafé de las Artes. Dicha ceremonia tuvo al actor chileno Alejandro Trejo como anfitrión y fue transmitida por CNN Chile y la Radio Bío-Bío.

## Historia
Marcan la primera premiación chilena destinada principalmente a las interpretaciones actorales.Previamente, los Premios Altazor de las Artes Nacionales fueron presentados desde el año 2000 hasta el año 2014 con el objetivo de premiar a lo mejor en las artes literarias, visuales, escénicas (teatro y danza), musicales y audiovisuales (cine y televisión). Así, estos Premios incluían las categorías a Mejor Actor y Mejor Actriz en cine, televisión y teatro. Durante su periodo activo, ChileActores fue una de las instituciones que participaban en la organización de los Premios.
Por otro lado, los Premios Pedro Sienna fueron entregados desde el año 2006 hasta el año 2017 de manera regular. Estos premios estaban destinados a reconocer lo mejor del cine chileno y también incluían categorías de (Mejor interpretación protagónica masculina, Mejor interpretación protagónica femenina, Mejor interpretación secundaria masculina y Mejor interpretación secundaria femenina).
El nombre de los Premios y su subtítulo hacen referencia a la naturaleza transformativa del trabajo de un actor y provienen del Caleuche, un barco fantasma de la mitología chilota cuyo nombre significa "gente transformada" en idioma mapuche.
Para la primera edición se presentaron catorce categorías, consistiendo en doce premios competitivos divididos en tres secciones (cine, teleseries y miniseries / unitarios) junto con dos Premios especiales (Premio a la Trayectoria y Premio Revelación).En el año 2017, se creó el Premio del Público.En el año 2018, se integró la categoría a Mejor Comediante, la cual ha reconocido tanto interpretaciones en programas y series de comedia como rutinas de humor en eventos televisados como la Teletón y el Festival Internacional de la Canción de Viña del Mar.

## Jurado
El proceso de premiación se divide en dos etapas. Previo a la primera etapa, se determinan los jurados, compuestos por once profesionales de la industria (actores, directores de cine, directores de televisión, guionistas, periodistas y críticos) para cada sección (cine, teleseries, miniseries/ unitarios y comedia), los cuales van cambiando para cada edición de los Premios. Durante la primera etapa los jurados votan por los nominados para cada categoría mientras que durante la segunda etapa, todos los socios de Chileactores votan por los ganadores.
Para los Premios especiales, el Premio a la Trayectoria y el Premio Revelación son designados por los miembros del Consejo de Chileactores mientras que el Premio del Público es elegido por votación popular a través del sitio web de los Premios.

## Galardón
Para la primera edición de los Premios, el escultor chileno Palolo Valdés diseño catorce estatuillas de bronce únicas, inspiradas en la expresividad corporal del oficio actoral.
Desde la segunda edición, se entrega un galardón diseñado por la escultora chilena Eugenia González, la cual es una estatuilla de bronce que representa a "un ser alado asexuado que puede transformase en miles de personajes o especies".

## Categorías
Actualmente, se entregan dieciséis premios incluyendo trece categorías competitivas y tres premios especiales: 
| Cine - Mejor Actor Protagónico - Mejor Actriz Protagónica - Mejor Actor Secundario - Mejor Actriz Secundaria Premios Especiales - Premio a la Trayectoria - Premio a la Revelación - Premio del Público (desde 2017) | Teleserie - Mejor Actor Protagónico - Mejor Actriz Protagónica - Mejor Actor Secundario - Mejor Actriz Secundaria | Miniserie y/o Serie - Mejor Actor Protagónico - Mejor Actriz Protagónica - Mejor Actor Secundario - Mejor Actriz Secundaria | Comedia - Mejor Comediante |

## Ceremonias
| Año         | Fecha               | Recinto(s)                  | Ciudad   | Anfitrión(es)       | Transmisión | Transmisión   | Fuente |
| Año         | Fecha               | Recinto(s)                  | Ciudad   | Anfitrión(es)       | Televisión  | Radio         | Fuente |
| ----------- | ------------------- | --------------------------- | -------- | ------------------- | ----------- | ------------- | ------ |
| 1.ª Edición | 25 de enero de 2016 | Teatro Nescafé de las Artes | Santiago | Alejandro Trejo     | CNN Chile   | Radio Bío-Bío | [ 8 ]  |
| 2.ª Edición | 24 de enero de 2017 | Teatro Oriente              | Santiago | Fernando Godoy      | CNN Chile   | Radio Bío-Bío | [ 15 ] |
| 3.ª Edición | 23 de enero de 2018 | Teatro Oriente              | Santiago | Javiera Contador    | CNN Chile   | Radio Bío-Bío | [ 16 ] |
| 4.ª Edición | 22 de enero de 2019 | Teatro Oriente              | Santiago | Javiera Contador    | CNN Chile   | Radio Bío-Bío | [ 17 ] |
| 5.ª Edición | 29 de enero de 2021 | Streaming                   | Santiago | Natalia Valdebenito | CNN Chile   | Radio Bío-Bío | [ 18 ] |
| 6.ª Edición | 21 de marzo de 2022 | Teatro Oriente              | Santiago | Javiera Contador    | La Red      | Radio ADN     | [ 19 ] |
| 7.ª Edición | 29 de enero de 2023 | Teatro Oriente              | Santiago | Javiera Contador    | TVN         | Radio ADN     | [ 20 ] |
| 8.ª Edición | 28 de enero de 2024 | Teatro Oriente              | Santiago | Javiera Contador    | TVN         | Radio ADN     | [ 21 ] |
| 9.ª Edición | 30 de enero de 2025 | Teatro Oriente              | Santiago | Javiera Contador    | TVN         | Radio ADN     | [ 22 ] |

## Ganadores

### Cine
| Edición | Mejor actor protagónico | Mejor actriz protagónica | Mejor actor de soporte | Mejor actriz de soporte |
| ------- | ----------------------- | ------------------------ | ---------------------- | ----------------------- |
| I       | Luis Gnecco             | Amparo Noguera           | Roberto Farías         | Antonia Zegers          |
| II      | Luis Gnecco             | Julia Lübbert            | Roberto Farías         | Mariana Loyola          |
| III     | Jorge Becker            | Daniela Vega             | Alejandro Goic         | Catalina Saavedra       |
| IV      | Alfredo Castro          | Paulina García           | Alejandro Sieveking    | Ana Reeves              |
| V       | José Soza               | Antonia Giesen           | Francisco Ossa         | Paola Giannini          |
| VI      | Alfredo Castro          | Roxana Campos            | Gastón Salgado         | Paula Zúñiga            |
| VII     | Héctor Noguera          | Aline Kuppenheim         | Hugo Medina            | Paola Giannini          |
| VII     | Alfredo Castro          | Aline Kuppenheim         | Hugo Medina            | Paola Giannini          |
| VIII    | Jaime Vadell            | Catalina Saavedra        | José Soza              | Gloria Münchmeyer       |
| IX      | Bastián Bodenhöfer      | Elisa Zulueta            | Benjamín Westfall      | Catalina Saavedra       |
| IX      | Hugo Medina             | Elisa Zulueta            | Benjamín Westfall      | Catalina Saavedra       |

### Teleseries
| Edición | Mejor actor protagónico | Mejor actriz protagónica | Mejor actor de soporte | Mejor actriz de soporte |
| ------- | ----------------------- | ------------------------ | ---------------------- | ----------------------- |
| I       | Cristián Carvajal       | Amparo Noguera           | Otilio Castro          | Gabriela Hernández      |
| II      | Francisco Melo          | María Gracia Omegna      | José Secall            | Carmen Disa Gutiérrez   |
| III     | Álvaro Rudolphy         | Loreto Valenzuela        | Gabriel Cañas          | Lorena Capetillo        |
| IV      | Néstor Cantillana       | Ignacia Baeza            | Alejandro Trejo        | Antonia Giesen          |
| V       | Francisco Gormaz        | Tamara Acosta            | Álvaro Espinoza        | Berta Lasala            |
| VI      | Andrés Velasco          | Paz Bascuñan             | Max Salgado            | Patricia Rivadeneira    |
| VII     | Gastón Salgado          | Amparo Noguera           | Gabriel Cañas          | Carmen Zabala           |
| VIII    | Gabriel Cañas           | María Gracia Omegna      | Gabriel Urzúa          | Loreto Valenzuela       |
| IX      | Gabriel Cañas           | María Gracia Omegna      | Roberto Farías         | Vanessa Perić           |

### Series y/o miniseries
| Edición | Mejor actor protagónico | Mejor actriz protagónica | Mejor actor de soporte | Mejor actriz de soporte |
| ------- | ----------------------- | ------------------------ | ---------------------- | ----------------------- |
| I       | Daniel Muñoz            | Tamara Acosta            | Daniel Alcaíno         | Paulina Urrutia         |
| II      | Alejandro Goic          | Francisca Gavilán        | Pablo Schwarz          | Trinidad González       |
| III     | Cristián Carvajal       | Paula Zúñiga             | Néstor Cantillana      | Ximena Rivas            |
| IV      | Gastón Salgado          | Giannina Fruttero        | Daniel Antivilo        | Valentina Muhr          |
| V       | Martín Zelada           | Valentina Muhr           | Alejandro Trejo        | Catalina Saavedra       |
| VI      | Daniel Muñoz            | Daniela Ramírez          | Francisco Ossa         | Paola Giannini          |
| VII     | Daniel Alcaíno          | Tamara Acosta            | Néstor Cantillana      | Gloria Münchmeyer       |
| VIII    | Daniel Alcaíno          | Amaya Forch              | Tito Bustamante        | Elsa Poblete            |
| IX      | Gabriel Urzúa           | Patricia Cuyul           | Otilio Castro          | Paulina Urrutia         |

### Comedia
| Edición | Mejor comediante    |
| ------- | ------------------- |
| I       | No se otorgó        |
| II      | No se otorgó        |
| III     | Daniel Alcaíno      |
| IV      | Natalia Valdebenito |
| V       | Felipe Avello       |
| VI      | Javiera Contador    |
| VII     | Stefan Kramer       |
| VIII    | Fabrizio Copano     |
| IX      | Luis Slimming       |

### Otros premios
| Edición | Premio a la trayectoria | Premio a la revelación | Premio del público   |
| ------- | ----------------------- | ---------------------- | -------------------- |
| I       | Jaime Vadell            | Michael Silva          | No se otorgó         |
| II      | Carmen Barros           | Nicolás Durán          | Paola Volpato        |
| III     | Luis Alarcón            | Andrew Bargsted        | Nicolás Oyarzún      |
| IV      | Delfina Guzmán          | Giannina Fruttero      | Néstor Cantillana    |
| V       | Tomás Vidiella          | Juan Carlos Maldonado  | Francisco Dañobeitía |
| VI      | Luz Jiménez             | Victoria de Gregorio   | Alfredo Castro       |
| VII     | Héctor Noguera          | Sebastián Solorza      | Gastón Salgado       |
| VIII    | Gabriela Medina         | Octavia Bernasconi     | Gabriel Urzúa        |
| IX      | Eduardo Barril          | Lukas Vergara          | Elisa Zulueta        |

## Estadísticas

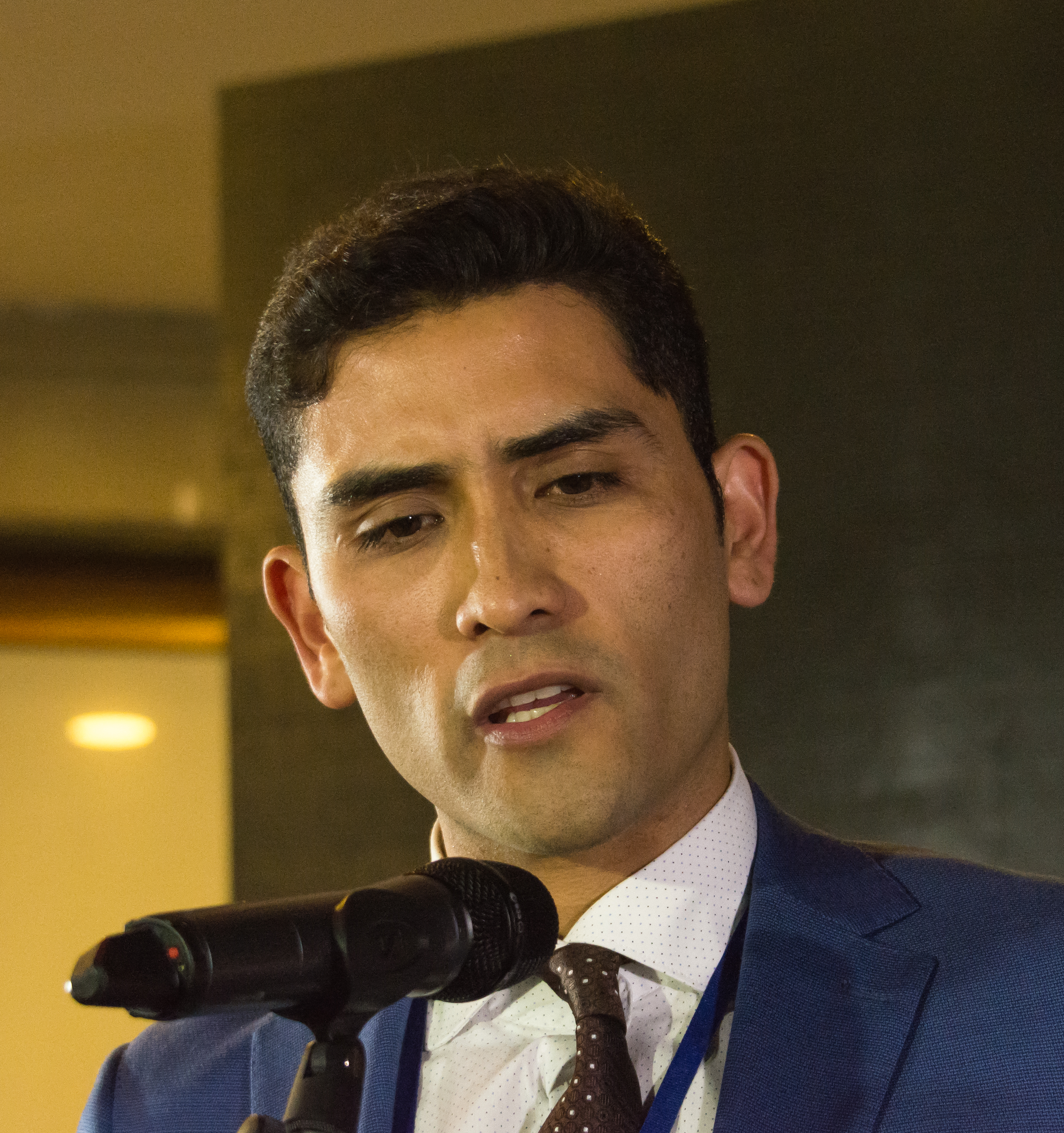
Gastón Salgado es uno de los actores más premiados con cuatro victorias. Además, es el actor más nominado en los premios con nueve nominaciones.

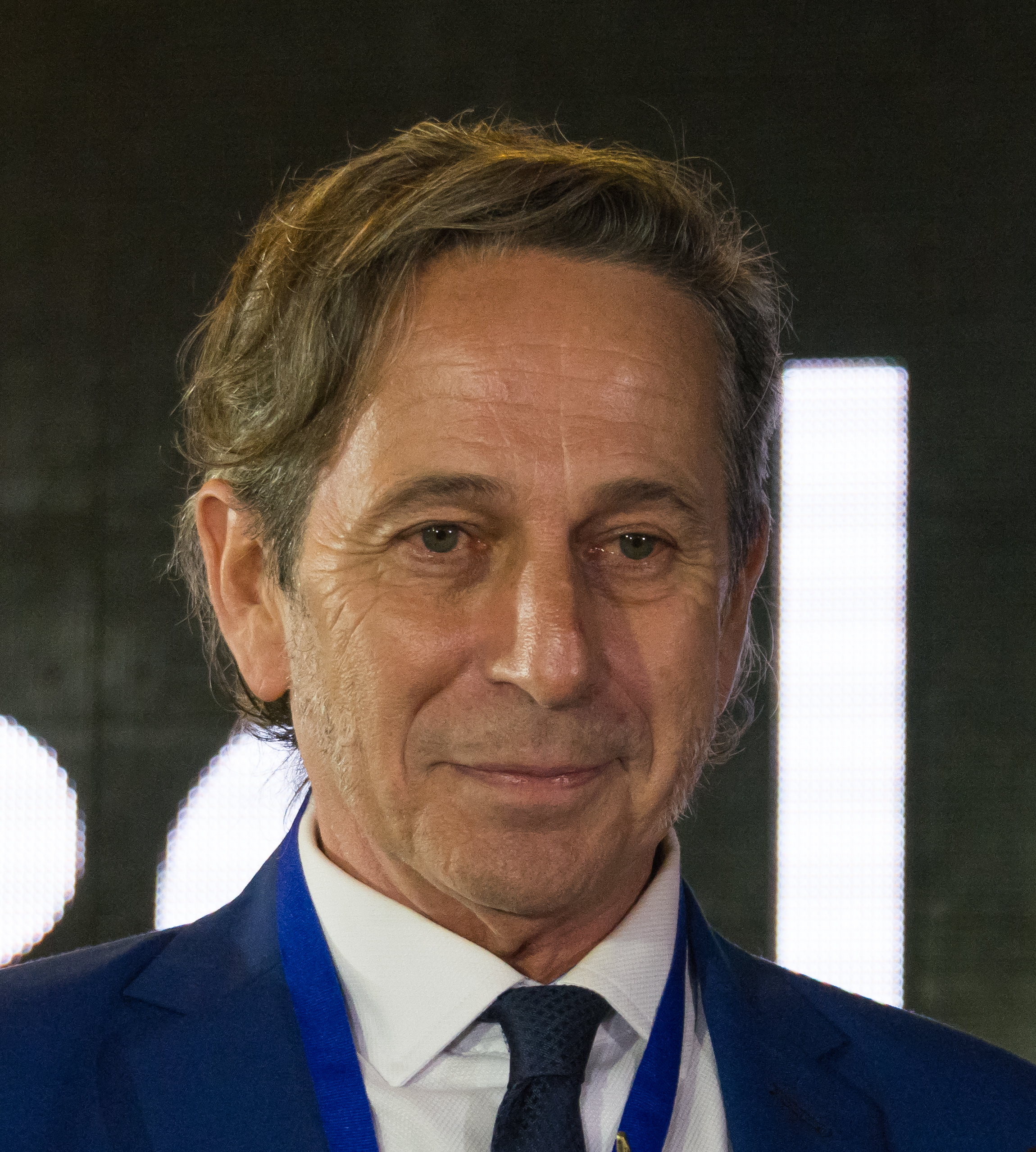
Alfredo Castro es uno de los actores más premiados con cuatro victorias.

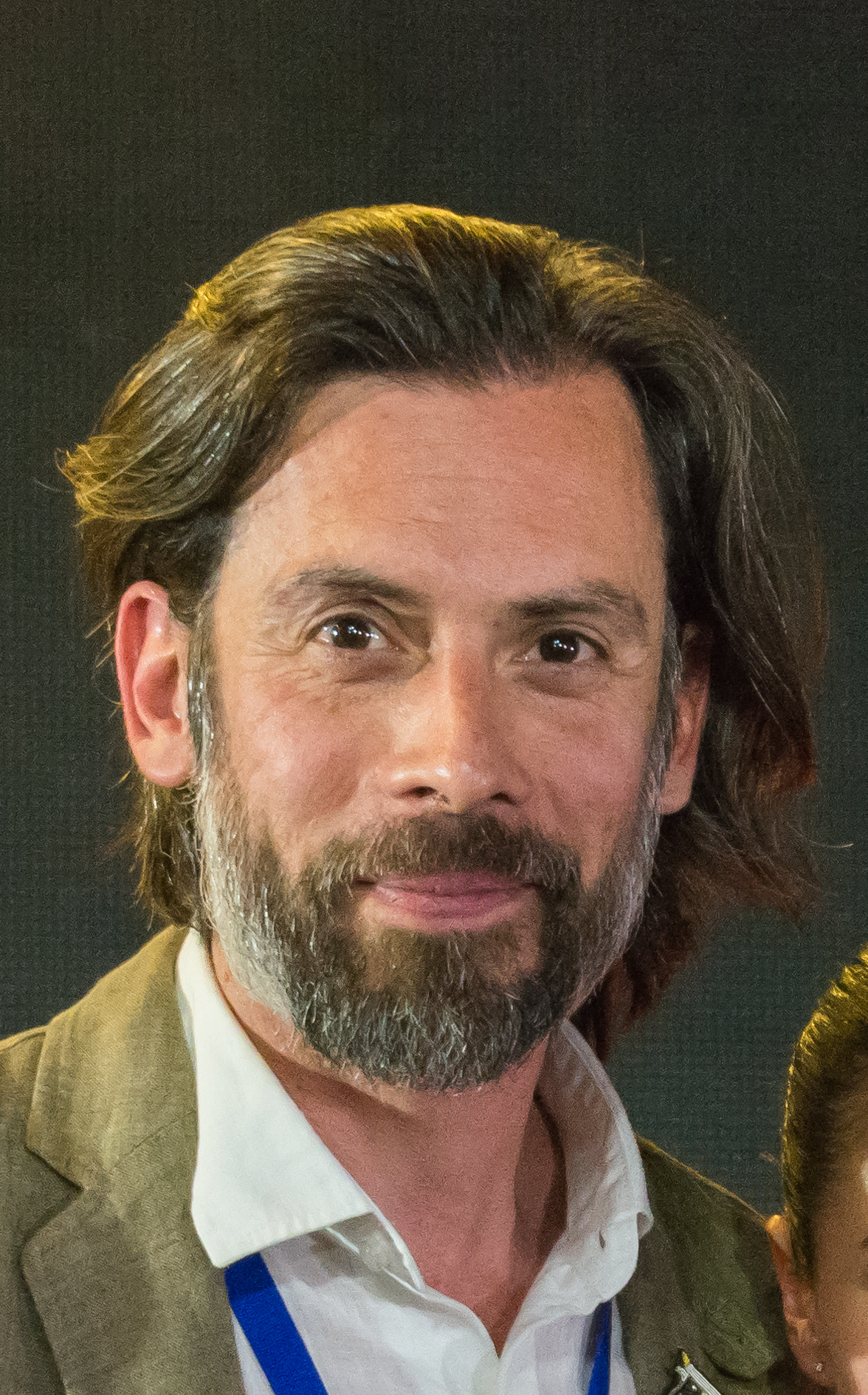
Néstor Cantillana es uno de los actores más premiados con cuatro victorias.

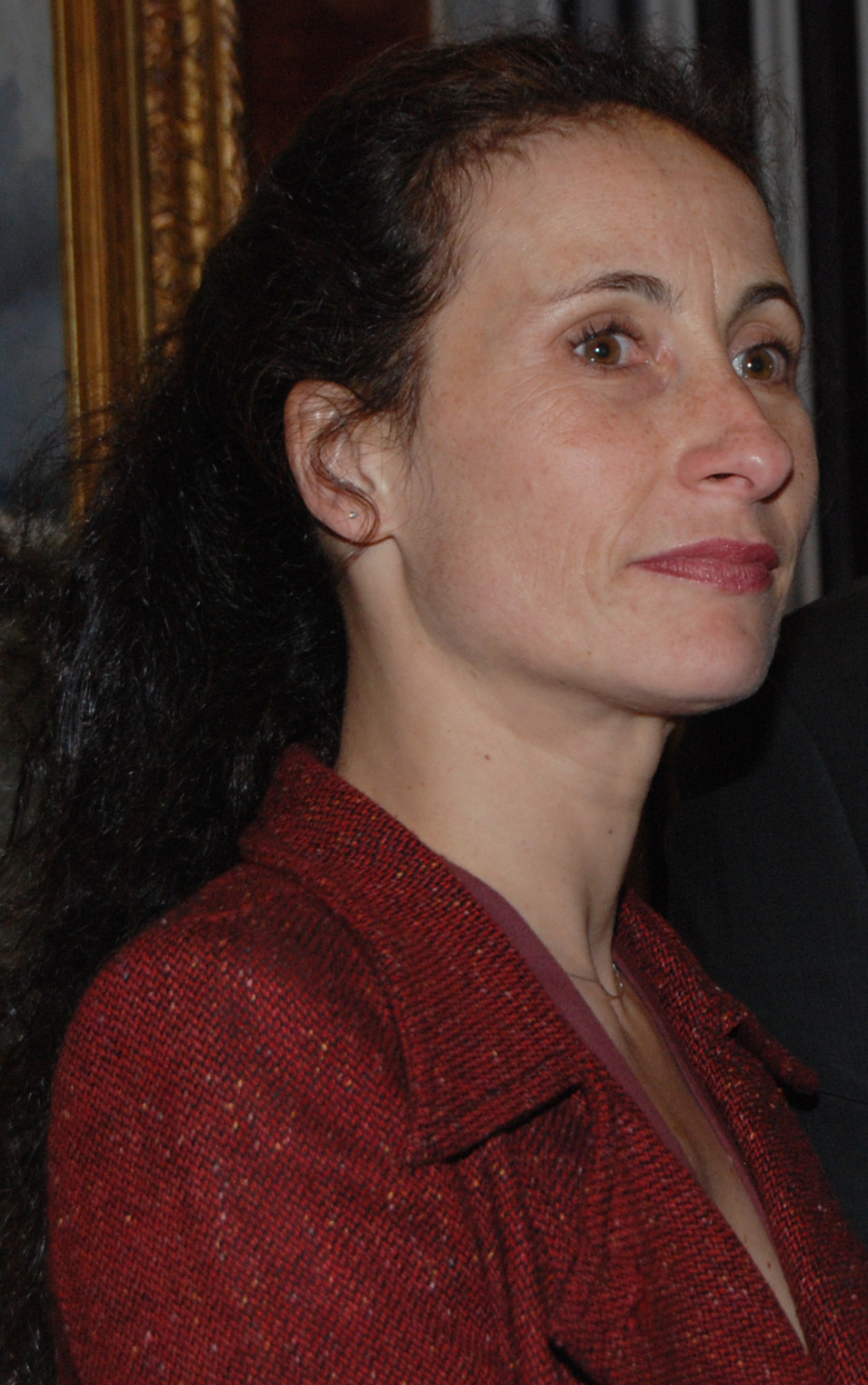
Amparo Noguera es la actriz más premiada con tres victorias.

### Más premiados
Actores y actrices con 2 o más premios, incluyendo premios especiales.
| Actor / Actriz      | Premios | Protagónico                           | Soporte                             | Especiales         | Nominaciones |
| ------------------- | ------- | ------------------------------------- | ----------------------------------- | ------------------ | ------------ |
| Gastón Salgado      | 4       | Teleseries (2023) Series (2019)       | Cine (2022)                         | Público (2023)     | 9            |
| Alfredo Castro      | 4       | Cine (2019, 2022, 2023)               | -                                   | Público (2022)     | 9            |
| Gabriel Cañas       | 4       | Teleseries (2024, 2025)               | Teleseries (2018, 2023)             | -                  | 7            |
| Catalina Saavedra   | 4       | Cine (2024)                           | Cine (2018, 2025) Series (2021)     | -                  | 6            |
| Néstor Cantillana   | 4       | Teleseries (2019)                     | Series (2018, 2023)                 | Público (2019)     | 5            |
| Daniel Alcaíno      | 4       | Series (2023, 2024) Comedia (2018)    | Series (2016)                       | -                  | 4            |
| Amparo Noguera      | 3       | Cine (2016) Teleseries (2016, 2023)   | -                                   | -                  | 8            |
| María Gracia Omegna | 3       | Teleseries (2017, 2024, 2025)         | -                                   | -                  | 5            |
| Tamara Acosta       | 3       | Series (2016, 2023) Teleseries (2021) | -                                   | -                  | 4            |
| Paola Giannini      | 3       | -                                     | Cine (2021, 2023) Series (2022)     | -                  | 4            |
| Roberto Farías      | 3       | -                                     | Cine (2016, 2017) Teleseries (2025) | -                  | 3            |
| Daniel Muñoz        | 2       | Series (2016, 2022)                   | -                                   | -                  | 6            |
| Alejandro Trejo     | 2       | -                                     | Teleseries (2019) Series (2021)     | -                  | 4            |
| Luis Gnecco         | 2       | Cine (2016, 2017)                     | -                                   | -                  | 3            |
| Cristián Carvajal   | 2       | Teleseries (2016) Series (2018)       | -                                   | -                  | 6            |
| Alejandro Goic      | 2       | Series (2017)                         | Cine (2018)                         | -                  | 6            |
| Valentina Muhr      | 2       | Series (2021)                         | Series (2019)                       | -                  | 3            |
| Antonia Giesen      | 2       | Cine (2021)                           | Teleseries (2019)                   | -                  | 3            |
| Paula Zúñiga        | 2       | Series (2018)                         | Cine (2022)                         | -                  | 2            |
| Francisco Ossa      | 2       | -                                     | Cine (2016) Series (2022)           | -                  | 2            |
| Giannina Frutero    | 2       | -                                     | Series (2019)                       | Revelación (2019)  | 2            |
| Héctor Noguera      | 2       | Cine (2023)                           | -                                   | Trayectoria (2023) | 2            |

### Más nominados
Actores y actrices con 4 o más nominaciones, incluyendo premios ganados.
| Actor / Actriz      | Nominaciones | Años de nominaciones                                                 | Premios |
| ------------------- | ------------ | -------------------------------------------------------------------- | ------- |
| Gastón Salgado      | 10           | 2016 (1), 2018 (1), 2019 (1), 2021 (1), 2022 (2), 2023 (3), 2025 (1) | 4       |
| Amparo Noguera      | 9            | 2016 (3), 2022 (1), 2023 (3), 2024 (1), 2025 (1)                     | 3       |
| Alfredo Castro      | 9            | 2016 (1), 2019 (1), 2021 (1), 2022 (3), 2023 (1), 2024 (2)           | 4       |
| Aline Kuppenheim    | 8            | 2016 (2), 2017 (1), 2018 (2), 2023 (1), 2024 (1), 2025 (1)           | 1       |
| Néstor Cantillana   | 8            | 2018 (1), 2019 (2), 2023 (2), 2024 (1), 2025 (2)                     | 4       |
| Daniel Muñoz        | 7            | 2016 (1), 2017 (1), 2018 (1), 2019 (1), 2021 (1), 2022 (1), 2024 (1) | 2       |
| Catalina Saavedra   | 7            | 2016 (1), 2018 (1), 2021 (2), 2022 (1), 2024 (1), 2025 (1)           | 2       |
| María Gracia Omegna | 7            | 2017 (1), 2018 (1), 2021 (1), 2022 (1), 2023 (1), 2024 (1), 2025 (1) | 3       |
| Gabriel Cañas       | 7            | 2017 (1), 2018 (1), 2022 (1), 2023 (1), 2024 (2), 2025 (1)           | 4       |
| Cristián Carvajal   | 6            | 2016 (1), 2017 (1), 2018 (2), 2022 (1), 2024 (1)                     | 2       |
| Alejandro Goic      | 6            | 2017 (1), 2018 (1), 2022 (1), 2023 (1), 2024 (2)                     | 2       |
| Antonia Zegers      | 6            | 2016 (1), 2019 (1), 2022 (1), 2023 (2), 2024 (1)                     | 1       |
| Andrew Bargsted     | 6            | 2018 (2), 2022 (1), 2024 (2), 2025 (1)                               | 1       |
| Marcelo Alonso      | 6            | 2016 (2), 2017 (1), 2018 (1), 2022 (1), 2023 (1), 2025 (1)           | 0       |
| Paulina García      | 5            | 2017 (1), 2019 (1), 2022 (2), 2023 (1)                               | 1       |
| Paola Giannini      | 5            | 2018 (1), 2021 (1), 2022 (1), 2023 (1), 2024 (1)                     | 3       |
| Gloria Münchmayer   | 5            | 2016 (3), 2023 (1), 2024 (1)                                         | 1       |
| Paola Volpato       | 5            | 2016 (1), 2017 (2), 2018 (1), 2025 (1)                               | 1       |
| Tamara Acosta       | 5            | 2016 (1), 2019 (1), 2021 (1), 2023 (1), 2025 (1)                     | 3       |
| Alejandro Trejo     | 4            | 2018 (1), 2019 (1), 2021 (1), 2023 (1)                               | 2       |
| Francisca Gavilán   | 5            | 2017 (1), 2018 (2), 2023 (1), 2024 (1)                               | 1       |
| Marcial Tagle       | 5            | 2017 (1), 2018 (1), 2024 (2), 2025 (1)                               | 0       |
| Francisco Melo      | 5            | 2016 (1), 2017 (1), 2019 (1), 2022 (1), 2025 (1)                     | 1       |
| Nicolás Durán       | 4            | 2017 (2), 2018 (2)                                                   | 1       |
| Michael Silva       | 4            | 2016 (3), 2023 (1)                                                   | 1       |
| Nicolás Oyarzún     | 4            | 2018 (2), 2022 (1), 2023 (1)                                         | 1       |
| Paloma Moreno       | 4            | 2021 (1), 2022 (1), 2024 (2)                                         | 0       |
| Daniel Alcaíno      | 4            | 2016 (1), 2018 (1), 2023 (1), 2024 (1)                               | 3       |
| Claudio Arredondo   | 4            | 2016 (1), 2021 (1), 2022 (1), 2025 (1)                               | 0       |
| Mariana di Girolamo | 4            | 2018 (1), 2020 (1), 2022 (1), 2025 (1)                               | 0       |